# Хризантема і меч
«Хризантема і меч: патерни японської культури» (англ. The Chrysanthemum and the Sword) — це дослідження Японії 1946 року американської антропологині Рут Бенедикт, зібране на основі її аналізу японської культури під час Другої світової війни для Управління військової інформації США. Її аналітичні роботи використовували для розуміння й прогнозування поведінки японців у воєнний період, спираючись на суперечності традиційної культури. Книга вплинула на формування американських уявлень про японську культуру під час окупації Японії та популяризувала відмінність між культурами провини та культурами сорому.

Попри те, що книга зазнала жорсткої критики, вона продовжувала залишатися впливовою. 1992 року два антропологи написали, що «в певному сенсі всі ми писали виноски до [Хризантеми] з моменту її появи  1946 року». Японці, писала Бенедикт, 
і агресивні, і неагресивні, водночас мілітаристські та естетичні, зухвалі й ввічливі, жорсткі та здатні до адаптації, покірні й водночас обурені тиском, віддані й зрадливі, хоробрі й полохливі, консервативні, але відкриті до новизни...
Книга також вплинула на уявлення японців про себе. Книгу було перекладено японською мовою 1948 року й вона стала бестселером у Китайській Народній Республіці, коли відносини з Японією зіпсувалися.

## Обставини дослідження
Ця книга, яка є результатом досліджень Бенедикт про воєнний час, як і кілька інших досліджень воєнного часу Японії та Німеччини Управління військової інформації США, є прикладом «культури на відстані», дослідження культури через її літературу, газетні вирізки, фільми та записи, а також численні інтерв’ю з американцями німецького чи японського походження. Методи виникли через те, що антропологи не змогли відвідати нацистську Німеччину чи Японію під час війни. Проте один пізніший етнограф зауважив, що хоча «культура на відстані» мала «розроблену ауру гарної академічної моди, метод не дуже відрізнявся від того, що робить будь-який хороший історик: максимально творчо використовувати письмові документи». Антропологи намагалися зрозуміти культурні моделі, які могли бути рушійною силою агресії колись дружніх націй, і вони сподівалися знайти можливі слабкі місця або засоби переконання, які були упущені.
Американці виявилися нездатними зрозуміти японську культуру. Наприклад, американці вважали цілком природним, що американські військовополонені хотіли б, щоб їхні родини знали, що вони живі, і щоб мовчали, коли у них запитували інформацію про переміщення військ тощо. Однак японські військовополонені, очевидно, вільно надавали інформацію і не намагалися зв’язатися зі своїми родинами.

## Прийняття у США
У період між 1946 і 1971 роками книжка продалася тиражем лише 28 000 примірників у твердій обкладинці, а м’яке видання вийшло лише 1967 року. Бенедикт відіграла важливу роль у розумінні місця імператора Японії в японській популярній культурі та формулюванні рекомендації президенту Франкліну Д. Рузвельту про те, що дозвіл на продовження правління імператора має бути частиною можливої пропозиції про капітуляцію[джерело?].
Станом на 1999 рік у США було продано 350 000 примірників

## Прийняття у Японії
Понад 2,3 мільйона примірників книги було продано в Японії з моменту її першого перекладу.
Джон В. Беннетт і Мічіо Наґаї, двоє дослідників Японії, 1953 року зазначили, що перекладена книга «з’явилася в Японії в період інтенсивної національної самоперевірки — періоду, протягом якого японські інтелектуали та письменники вивчали джерела та значення японської історії та характеру, в одній зі своїх постійних спроб визначити найбільш бажаний курс японського розвитку».
Японський соціальний критик і філософ Тамоцу Аокі сказав, що перекладена книга «допомогла винайти нову традицію для післявоєнної Японії». Це допомогло створити дедалі більший інтерес до «етнічного націоналізму» в країні, про що свідчить публікація сотень етноцентричних нихонджінрон (трактати про «японство»), опублікованих протягом наступних чотирьох десятиліть. Хоча Бенедикт критикували за відсутність дискримінації між історичними подіями в країні у дослідженні, «японських культурних критиків особливо зацікавили її спроби зобразити всю або повну структуру ('zentai kōzō') японської культури», як висловилася Гелен Гардакре. К. Дуглас Ламміс сказав, що весь жанр «ніхонджінрон» зрештою походить від книги Бенедикт.
Книга розпочала дискусію серед японських вчених про «культуру сорому» проти «культури провини», яка поширилася за межі академічних кіл, і тепер ці два терміни стали звичними виразами в країні.
Незабаром після публікації перекладу японські вчені, зокрема Кадзуко Цурумі, Тецуро Вацудзі та Куніо Янагіта, розкритикували книгу як неточну та таку, що містить методологічні помилки. Американський учений К. Дуглас Ламміс писав, що критика книги Бенедикт, яка «тепер дуже добре відома в японських наукових колах», охоплює те, що вона представляла ідеологію класу для всієї культури, «стан гострої соціальної дезорієнтації — за норму, а надзвичайний момент в історії нації — за незмінне правило соціальної поведінки».
Посол Японії в Пакистані Садаакі Нумата сказав, що цю книгу «необхідно прочитати багатьом студентам-японістам».
За словами Маргарет Мід, колишньої студентки авторки та колеги-антропологині, інші японці, які читали її, вважали її загалом точною, але дещо «моралістичною». Розділи книги було схвально згадано в книзі Такео Доі «Анатомія залежності», але він дещо критично ставиться до її аналізу Японії та Заходу як культур сорому та провини відповідно, зазначаючи, що хоча він «схильний стати на її бік», вона все ще «дозволяє ціннісним судженням проникати в її ідеї».
2002 року на симпозіумі в Бібліотеці Конгресу США Шіндзі Ямасіта з кафедри антропології Токійського університету додав, що після Другої світової війни в Японії відбулося стільки змін, що Бенедикт не впізнáє націю, яку вона описала 1946 року.
Ламміс писав: «Через деякий час я зрозумів, що ніколи не зможу жити в пристойних стосунках з народом цієї країни, якщо не зможу викинути з голови цю книгу та її ввічливо зарозумілий погляд на світ». Ламміс, який відвідав архів Вассарського коледжу, щоб переглянути нотатки Бенедикт, написав, що він виявив, що деякі з її більш важливих моментів були розроблені з інтерв’ю з Робертом Хашімою, американцем японського походження, уродженцем Сполучених Штатів, якого в дитинстві забрали до Японії, він здобув там освіту, а потім повернувся до США перед початком Другої світової війни. За словами Лумміса, який брав інтерв’ю у Хашіми, обставини допомогли внести певну упередженість у дослідження Бенедикт: «Для нього, коли він вперше приїхав до Японії підлітком у середині мілітаристського періоду і не пам’ятав про країну до того, те, чого його вчили в школі, було не «ідеологією», це була сама Японія». Ламміс вважає, що Бенедикт занадто покладалася на Хашіму, і каже, що його досвід у Японії був глибоко відчужений і що «здається, він став свого роду пробним каменем, авторитетом, супроти якого вона перевіряла інформацію з інших джерел».

## Прийняття в Китаї
Перший китайський переклад зробив тайванський антрополог Хуанг Дао-Лінг і він вийшов на Тайвані у квітні 1974 року у видавництві Taiwan Kui-Kuang Press. Книга стала бестселером у Китаї 2005 року, коли відносини з японським урядом були напруженими. Тільки того року в Китаї було продано 70 000 примірників книги.

## Переклад українською
2025 року у видавництві «Стилет і стилос» вийшов український переклад книжки «Хризантема і меч». Перекладач — Богдан Передрій.

## Зовнішні посилання
- "Ruth Benedict, The Chrysanthemum and the Sword"  (Allison Alexy Yale University, archived July 22, 2015)